# Heartbeat (песня Can-linn)
«Heartbeat» (Сердцебиение) — песня в исполнении ирландской поп-группы Can-linn и певицы Кейси Смит, с которой они представляли Ирландию на конкурсе песни «Евровидение-2014».
Песня была выбрана 28 февраля 2014 года путём национального отбора, который позволил Can-linn и Кейси представить свою страну на международном конкурсе песни «Евровидение-2014», который прошёл в Копенгагене, Дания.

## Позиции в чартах
| Чарт (2014)     | Наивысшая позиция |
| --------------- | ----------------- |
| Ирландия (IRMA) | 39                |